# Revolution Software
Revolution Software ltd. er en britisk computerspilsudvikler der udvikler adventurespil. Bl.a. står firmaet bag Lure of the Temptress, Beneath a Steel Sky og Broken Sword-serien.